# Lennard Hens
Lennard Hens (8 februari 1996) is een Belgisch voetballer die sinds 2025 uitkomt voor KV Kortrijk.

## Carrière
Hens genoot een deel van zijn jeugdopleiding bij KV Mechelen, waar hij destijds doelman was. Toen hij het op zijn twaalfde als veldspeler wilde proberen, stuitte dat op tegenkanting van de club, waarop hij naar stadsgenoot RC Mechelen trok. Daar werd hij al snel opgepikt door RSC Anderlecht.
In 2014 ruilde Hens de jeugdopleiding van RSC Anderlecht weer in voor RC Mechelen. Op 3 augustus 2014 maakte hij zijn officiële debuut voor het eerste elftal van de club: op de openingsspeeldag van de Proximus League liet trainer Thierry Pister hem in de 0-1-nederlaag tegen Oud-Heverlee Leuven een kwartier voor tijd invallen voor Daan Debouver. Hens speelde in het seizoen 2014/15 negen competitiewedstrijden voor de club in Tweede klasse.
Na de degradatie van RC Mechelen naar Derde klasse verhuisde hij naar Rupel Boom, waarmee hij in 2018 naar Eerste klasse amateurs promoveerde. In mei 2019 verhuisde Hens naar FCV Dender EH, waarmee hij in 2022 naar Eerste klasse B promoveerde. Twee seizoenen later beukte Hens, die in 2022 de aanvoerdersband overnam van Xavier Gies, met Dender ook de poort naar de Jupiler Pro League open.
Na een jaar met blessureleed geraakte de Mechelaar niet vaak meer in actie. Zijn contract werd ook niet verlengd bij de Oost-Vlamingen dus Hens moest op zoek naar andere oorden. Hij stond dicht bij een terugkeer naar KV Mechelen, maar KV Kortrijk trok toch iets overtuigender aan de mouw van Lennard Hens en kon hem tot 2028 contracteren in het Guldensporenstadion.

## Trivia
- Hens is naast profvoetballer ook horecaondernemer: hij baat in Mechelen een eigen koffiebar uit.[8] In 2024 kocht hij de Borrel Babbel, dat bekendstaat als het kleinste café van Mechelen.[9]